# Parexilisia bipunctoides
Parexilisia bipunctoides är en fjärilsart som beskrevs av De Toulgoët 1953. Parexilisia bipunctoides ingår i släktet Parexilisia och familjen björnspinnare. Inga underarter finns listade i Catalogue of Life.